# Parsisme
Le parsisme est la religion des Pârsî, adeptes du zoroastrisme, ou mazdéisme, qui quittèrent la Perse (Iran) à la suite de la conquête arabe et à la diffusion de l'islam (VIe - VIIIe siècle. Ces descendants des Perses gardent, jusqu'à leur nom de « parsis » – qu'ils tiennent de l'ancien territoire de Parsa, l'actuelle province du Fars –, le souvenir de leur origine.
Les parsis ont continué à développer les traditions de la religion de Zoroastre, ou Zarathoustra (qu'ils appelaient Zardhust), dans les pays où ils trouvèrent refuge. L'expression « adorateur du feu », bien souvent utilisée pour les désigner, est impropre, même s'il est vrai qu'ils vénéraient le feu comme une entité sacrée et pure. Au VIIe siècle, les armées musulmanes conquirent la Perse et mirent fin au règne des Sassanides (224/226-651), sous lequel le zoroastrisme était religion d'État. À ce moment, les parsis quittèrent peu à peu leur terre d'origine, emportant avec eux le feu sacré, et émigrèrent vers l'Inde nord-occidentale, où l'on trouve des témoignages de leur première colonie à partir de 717. Le Qissa-i Sanjan (« légende de Sanjan », XVIe - XVIIIe siècle) relate cet exode.
Les parsis, aujourd'hui présents dans une dizaine de pays, sont environ 180 000. Le groupe le plus important est celui qui vit dans les régions indiennes du Gujarat et de Bombay. Dans leur région d'origine, en Iran, on compte environ 30 000 zoroastriens, regroupés dans les villages de la plaine autour de Yazd. Les parsis constituent aujourd'hui une communauté active et politiquement ouverte : ils ont participé à la lutte pour l'indépendance indienne, et se distinguent par leur esprit avisé et entreprenant, tant pour les domaines politiques - ce sont les parsis qui ont assuré en grande partie l'industrialisation de l'Inde - que dans ceux de l'éducation et de l'assistance[réf. nécessaire]. Leur communauté reste néanmoins fermée : on n'est Pârsî que par filiation et lien matrimonial, à validité religieuse, strictement endogamique.

## Caractéristiques principales du parsisme

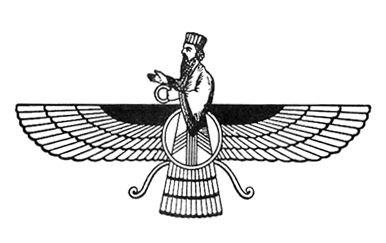
Représentation traditionnelle d'Ahura Mazda.

Les parsis, se fondant sur la traditionnelle cosmogonie dualiste zoroastrienne, estiment que leur devoir est d'accroître la partie positive de la création, œuvre du Seigneur Sage, le dieu Ormazd (Ahura Mazda), et d'endiguer l'œuvre néfaste de sa parfaite antithèse, le dieu mauvais et chef des démons Ahriman (Angra Mainyu) ; c'est de ce devoir que découlent les tâches spécifiquement religieuses que sont la culture des champs et la procréation d'enfants.

## L'éthique
L'éthique des parsis consiste d'abord à choisir entre le bien et le mal ; le comportement moral est guidé par des valeurs telles que la rectitude de pensée (humata), de langage (huxta) et d'action (hravashta). Celui qui vit selon ces exigences est un juste (asharam), celui qui les ignore est un méchant (anasharam). La transgression de ces valeurs est un péché qui ne peut être expié que par la confession (paitita, patet) à un prêtre. La pénitence que ce dernier impose peut consister à tuer des créatures mauvaises d'Ahriman (fourmis, moustiques, scorpions), ou bien à se charger de la mise en valeur de cultures, à participer à la construction de ponts ou de canaux, ou encore à confectionner des outils agricoles. Certains péchés ne peuvent être rachetés, ni en ce monde ni dans l'autre (anaperetha), punis ici-bas par la mort et par l'enfer dans l'Au-delà (qui doit avoir un terme et se traduire finalement par le paradis lorsque Ahura Mazda aura vaincu le mal), notamment la contamination de la terre, de l'eau et de l'air par l'ensevelissement ou la crémation des défunts (dont on garde les cendres).

## Les rites parsis

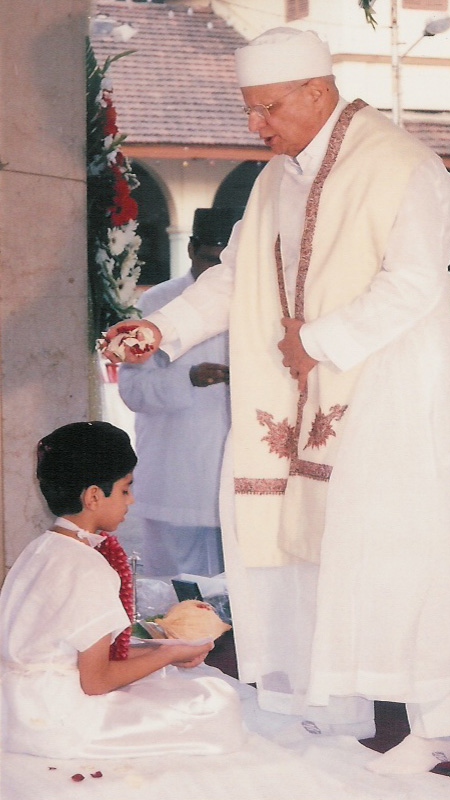
Cérémonie Naujote (rite d'admission dans la foi parsi).

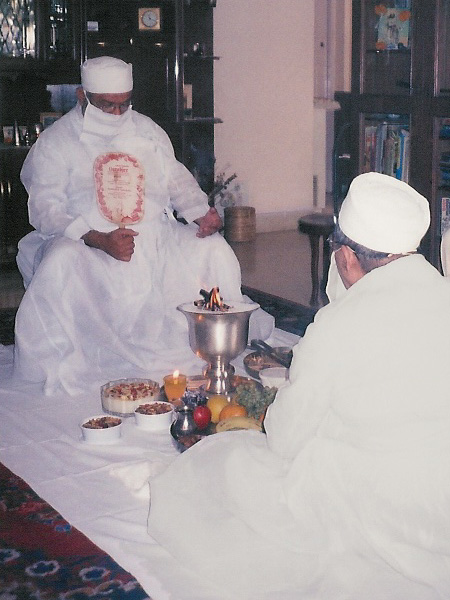
Cérémonie Jashan (dans ce cas, la bénédiction d'une maison).

Le parsisme comporte des rites qui ponctuent les moments essentiels de la vie : naissance, puberté, mariage et mort. Parmi ces rites revêtent une importance toute particulière le rite de l'initiation (naujote) et les cérémonies funéraires. Vers l'âge de neuf ans, les enfants sont reçus au sein de la communauté de la naujote, rite de passage décisif, entrée officielle du fidèle dans l'armée d'Ormazd et dans la lutte contre Ahriman. Au cours de cette cérémonie, les enfants reçoivent une tunique et une ceinture sacrées. La tunique de coton blanc (sudresh) doit être portée à même la peau : elle symbolise la pureté de la religion. Le cordon de laine d'agneau (kûsti), noué à la ceinture, est dénoué au moins cinq fois par jour, à l'occasion des prières traditionnelles.
Les parsis ne connaissent ni enterrement ni crémation. Les cérémonies funéraires cherchent à limiter la propagation du mal. Aussi, le cadavre, dont on a horreur, est très vite mis à l'écart ; le cercueil de fer est transporté vers les tours du silence (dakhmâ) par des personnes vêtues de blanc, et le cadavre, dénudé, est exposé là, afin que les vautours le dévorent,,,,. Les os sont ensuite précipités au fond d'un puits central. Les tours du silence sont des constructions cylindriques, fermées de tous côtés, sauf le sommet ouvert vers le ciel, d'une hauteur d'environ 4 mètres, au toit incliné vers l'intérieur. Seuls les Nasâsâlar, membres d'une corporation des pompes funèbres, peuvent y pénétrer. On peut encore voir certaines de ces tours à Bombay. En revanche, en Iran, la sépulture ouverte a été interdite pour des raisons d'hygiène, ce qui n'a pas été sans poser de graves problèmes de conscience à la communauté.
Avant que l'offrande de haoma ne soit présentée au temple du feu, l'âme du défunt a déjà rejoint le pont de Chinvat (« pont du séparateur »). À l'entrée du pont, Mitra prononce pour chaque âme un jugement, durant lequel Rashnu pèse avec une balance les bonnes et les mauvaises actions; après avoir été jugés, les défunts peuvent traverser le pont. Pour l'âme juste, celui-ci est large et conduit au paradis. Pour l'âme corrompue, il est étroit comme la lame d'un sabre et mène aux froides ténèbres de l'enfer. Celui dont les mérites équivalent les fautes est dirigé vers l'hamestakan, zone intermédiaire dans laquelle il patientera jusqu'au Jugement dernier.
Une caste sacerdotale héréditaire est préposée à la célébration du culte et aux autres rituels, comme celui de la confession. Les prêtres (athravan), de familles bien déterminées, reçoivent une éducation appropriée. Le grand prêtre, qui célèbre l'office divin avec sept autres ministres du culte, est appelé le zoatar (« invocateur »). Le zarathushtrotema est le chef de la hiérarchie zoroastrienne ; il résidait tout d'abord à Ragha (l'actuel Reyy, près de Téhéran) et n'était soumis qu'au seul roi de Perse. Le feu sacré, symbole d'Ormazd, dieu de la Lumière, abrité dans un vase en bronze, posé sur une pierre carrée, brûle constamment dans le temple du feu : cinq fois par jour, le prêtre entre dans une partie réservée du temple, l’adarân ou chambre du feu, et célèbre le rite spécifique, en récitant certains passages de l’Avesta. Pour que son haleine ne vienne pas souiller la flamme, le bas de son visage est masqué d'une étoffe blanche (paitidana). L'autre partie du temple est ouverte aux laïcs et à leurs pèlerinages personnels.

## Liturgie
L’Avesta (déformation d'un mot ancien signifiant « éloge »), principale œuvre religieuse des parsis, est un témoignage de poésie sacrée, rédigé aux IXe et Xe siècles, bien qu'il ne puisse être daté avec précision. L’Avesta que nous connaissons ne correspond qu'au quart environ de l’Avesta, dont les vingt et un livres sont résumés dans le Denkart. L’avesta, ordonné selon les exigences liturgiques, comprend les livres suivants : 
- le Yashna (« sacrifice »), texte subdivisé en soixante-douze chapitres, ayant trait au sacrifice du feu, entouré de dix-sept gâthâs (« chants »), la partie la plus ancienne de l’Avesta, composée, en un dialecte particulier, par Zarathoustra ;
- le Vispered (« tous les juges »), annexe du Yasna, recueil de litanies ;
- le Videvat (« loi contre les démons »), contenant une description de la cérémonie de la grande purification et des prescriptions sur la pureté, conservé tel quel ;
- le Khorda Avesta, ou Petit Avesta, livre de prières pour les laïcs, comprenant les Yashts (« rituellement récité »), recueil de vingt-et-un fragments d'hymnes en l'honneur de différentes divinités (Anahita, Mitra ou Fravashi), ordonnés suivant les jours et les mois.

La littérature en pehlevi (langue dérivée du vieux-perse des Achéménides) comprend des commentaires ou explications, qui datent d'une période allant du IIIe au VIIe siècle. De ces textes font partie, entre autres, le Bundehesh (« création originaire ») et le Denkart ou Dinkart (« acte de la religion ») comprenant la biographie légendaire de Zarathoustra.